# MTM Enterprises
MTM Enterprises fue una compañía de producción independiente estadounidense, enfocada en la televisión. Fue creada en 1969 por Mary Tyler Moore y su esposo Grant Tinker, para producir el programa The Mary Tyler Moore Show para la cadena televisiva CBS. La productora MTM recibe el nombre de las iniciales de Moore.

## Historia
Tinker supervisó las operaciones de MTM hasta que dejó la empresa en 1981 y se convirtió en presidente de NBC. Los abogados que respaldaban al entonces propietario de NBC, RCA, convencieron a Tinker de que vendiera las acciones que le quedaban de MTM. Moore y Arthur Price, gerente comercial y vicepresidente de la compañía, compraron las acciones de Tinker; Price posteriormente fue elevado a presidente. Tinker se arrepintió más tarde de dejar MTM, creyendo que la empresa empezaba a decaer sin él.
Luego de haber sido una productora independiente durante varios años, MTM fue vendida en 1988 a la productora inglesa TVS Entertainment por 320 millones de dólares; mientras que en 1992 fue traspasada a la compañía International Family Entertainment Inc, propiedad de Pat Robertson. En 1996,  International Family Entertainment fue vendida a la News Corporation de Rupert Murdoch y se integró a Fox Kids Worldwide (posteriormente, Fox Family Worldwide) Los contenidos de la biblioteca de MTM pasaron a ser parte de 20th Television. MTM cesó operaciones en agosto de 1998, sus últimas producciones fueron The Pretender (sus primeras temporadas, posteriormente 20th Century Fox Television asumió la producción) y Good News, que se canceló junto con el fin de la productora.
La biblioteca de MTM quedó en manos de Fox, incluso después de la Fox Family Worldwide fuera vendida a The Walt Disney Company en 2001. Con la compra de Fox por parte de Disney en 2019 (donde 20th Century Fox Television) fue incluido en la venta, la biblioteca de MTM se convirtió en propiedad de Disney
Durante varios años, MTM fue copropietario del CBS Studio Center, en Studio City, California, dónde fueron grabados la mayoría de sus producciones.
Lo curioso del logotipo de MTM era que se mostraba un gato (probablemente una mascota de Moore) y que iba variando en concordancia con la serie que se mostraba, además que es una parodia cómica al logo Metro-Goldwyn-Mayer.
MTM Enterprises también tuvo un sello musical, MTM Records, que era distribuida por Capitol Records y que existió entre 1984 y 1988.

### Mimsie el gato
'Mimsie the Cat'  (1968 - c.  junio de 1988) era un gato atigrado de acción en vivo que se ve en el logotipo de MTM Enterprises, en una parodia del famoso león de la Metro-Goldwyn-Mayer.
En la versión estándar del logo, como se usó por primera vez en The Mary Tyler Moore Show, Mimsie aparece en una posición agachada, mira a la cámara y maúlla una vez. Mimsie no maullaría para el equipo de cámara, por lo que eventualmente usaron imágenes de sus bostezos, corridas en reversa, con el efecto de sonido agregado (el sonido del maullido lo hace Lorenzo Music). En la década de 1980, había muchas variantes diferentes del logotipo, y Mimsie a menudo aparecía con diferentes "trajes" pintados que se correspondían con el estilo y el tema de los programas en particular. Para la serie de detectives "Remington Steele", se agregaron una gorra y una pipa de acecho al estilo de Sherlock Holmes (que se cayeron de la boca de Mimsie cuando maulló);  Bay City Blues  tenía una versión animada de Mimsie con una gorra de béisbol y un guante de béisbol y atrapando una pelota de béisbol;   Lou Grant ,   París  y  Just Between Friends  mostraban una imagen fija imagen del metraje de Mimsie;   The White Shadow  presentaba un gato blanco y negro diferente rebotando una pelota de baloncesto naranja;  Hill Street Blues  pintó una gorra de uniforme de policía en la cabeza de Mimsie; S t. En otros lugares  usó una mascarilla quirúrgica y matorrales;  The Texas Wheelers  tenía un gatito en blanco y negro de pantalla completa mirando a su alrededor y maullando y (para el episodio final) tenía una versión animada del gatito tambaleándose detrás de una rueda de carro y cayendo muerto;  Graham Kerr  pintó un gorro de cocinero en la cabeza de Mimsie;  Carlton Your Doorman  el logo está dibujado como una animación y se ve al gato de Carlton, Ringo, y le dice que maulle pero no maúlla, Carlton murmura "Maldito gato ...";   Xuxa  hizo que Mimsie dijera "¡Tchau!" (que significa "adiós" en  portugués);  A Little Sex  presentaba a un gato gris animado que se unía a una versión animada de Mimsie después de que ella maullara antes de que los dos gatos ronronearan frotándose la cara el uno al otro; por el contrario,  Newhart  mantuvo el metraje original sin adornos, pero reemplazó (a excepción del piloto de la serie) el efecto de sonido maullido con la voz en off de Bob Newhart de "miau" en su marca registrada inexpresiva estilo, y en el final de la serie dice "¡QUIET!", pronunciado por Darryl & Darryl (su primera y única palabra).  The Duck Factory  tenía (justo antes del logo) un grito de voz fuera de la pantalla, "¿Dónde está el gato?", Y luego usó el metraje original, reemplazando el maullido de Mimsie con un "¡Quack!". En el episodio "The Mary Tyler Moore Show", "Today I am a Ma'am", Mimsie hizo un maullido más agudo, y en el episodio "Ponga una cara feliz", se mostró a la propia Moore indicando la línea final de Looney Tunes, "¡Eso es todo!". En el final de la serie de  St. En otra parte , se muestra a Mimsie inconsciente y muriendo en la pantalla, conectada a una vía intravenosa, un monitor cardíaco y equipo médico; a medida que pasan los créditos, el monitor cardíaco emite un pitido y luego, cuando los créditos terminan, las líneas planas del monitor cardíaco que marcan el final de "St. En otra parte "y la muerte de Mimsie. Casualmente, Mimsie murió poco después de la emisión del episodio a los 20 años. Las copias sindicadas de este episodio reemplazan esta variante con los créditos normales. Se puede mostrar una versión extendida de la variante   The White Shadow  en impresiones raras del piloto, con el logotipo animado y el gato mirando la pelota caer fuera de la pantalla.
En 2013, un episodio de "Hot in Cleveland", protagonizado por Betty White y protagonizado por Georgia Engel, hizo una reunión de MTM con Moore, Valerie Harper y Cloris Leachman. Al final del episodio, la cámara se enfoca en un gato en la ventana, presumiblemente Mimsie, dando su último maullido en homenaje al logo de la compañía.

## Programas
Las producciones de MTM incluyen:
- The Mary Tyler Moore Show (1970-1977)
- The Bob Newhart Show (1972-1978)
- Paul Sand in Friends & Lovers (1974–1975)
- The Texas Wheelers (1974-1975)
- Rhoda (1974-1978)
- Doc (1975-1976)
- Three for the Road (1975-1976)
- Phyllis (1975-1977)
- The Tony Randall Show (1976-1978)
- Lou Grant (1977-1982)
- The Betty White Show (1977-1978)
- The White Shadow (1978-1981)
- WKRP in Cincinnati (1978-1982)
- Paris (1979-1980)
- The Last Resort (1979)
- Hill Street Blues (1981-1987)
- Remington Steele (1982-1987)
- St. Elsewhere (1982-1988)
- Newhart (1982-1990)
- Capital News (1990)
- Bay City Blues (1983)
- The Duck Factory (1984)
- Beverly Hills Buntz (1987-1988)
- The New WKRP in Cincinnati (1991-1993)
- Good News (1997-1998)
- The Pretender (1996-2000) (Solo sus dos primeras temporadas)